# Receptrixa receptrix
Receptrixa receptrix är en tvåvingeart som beskrevs av Rohacek och Amnon Freidberg 1993. Receptrixa receptrix ingår i släktet Receptrixa och familjen sumpflugor.
Artens utbredningsområde är Israel. Inga underarter finns listade i Catalogue of Life.